# عباس آریان‌پور کاشانی
امیرعباس آریان‌پور کاشانی (۱۲۸۵ – ۱۳۶۳) فرهنگ‌نویس و مترجم ایرانی، بنیان‌گذار مدرسه عالی ترجمه در سال ۱۳۴۸ و بنیان‌گذار فرهنگ‌های انگلیسی-فارسی و فارسی-انگلیسی آریان‌پور است. او پدر منوچهر آریان‌پور، ایرج آریان‌پور و جهانگیر آریان‌پور است.

## کتاب‌ها
- دونا
- عشق جاوید است
- س‍گ ب‍اوف‍ا
- فرهنگ جیبی فارسی به انگلیسی یک جلدی
- فرهنگ دانشگاهی انگلیسی-فارسی :فرهنگ جدید شامل ۲۰۰۰۰۰ واژه و توضیحات و مفاهیم مختلف
- فرهنگ فشرده انگلیسی به فارسی یک جلدی
- فرهنگ فشرده فارسی به انگلیسی یک جلدی
- فرهنگ کامل جدید انگلیسی فارسی
- راه نو در فراگیری انگلیسی: شامل نکات گرامری-حروف اضافه…